# Viran Morros

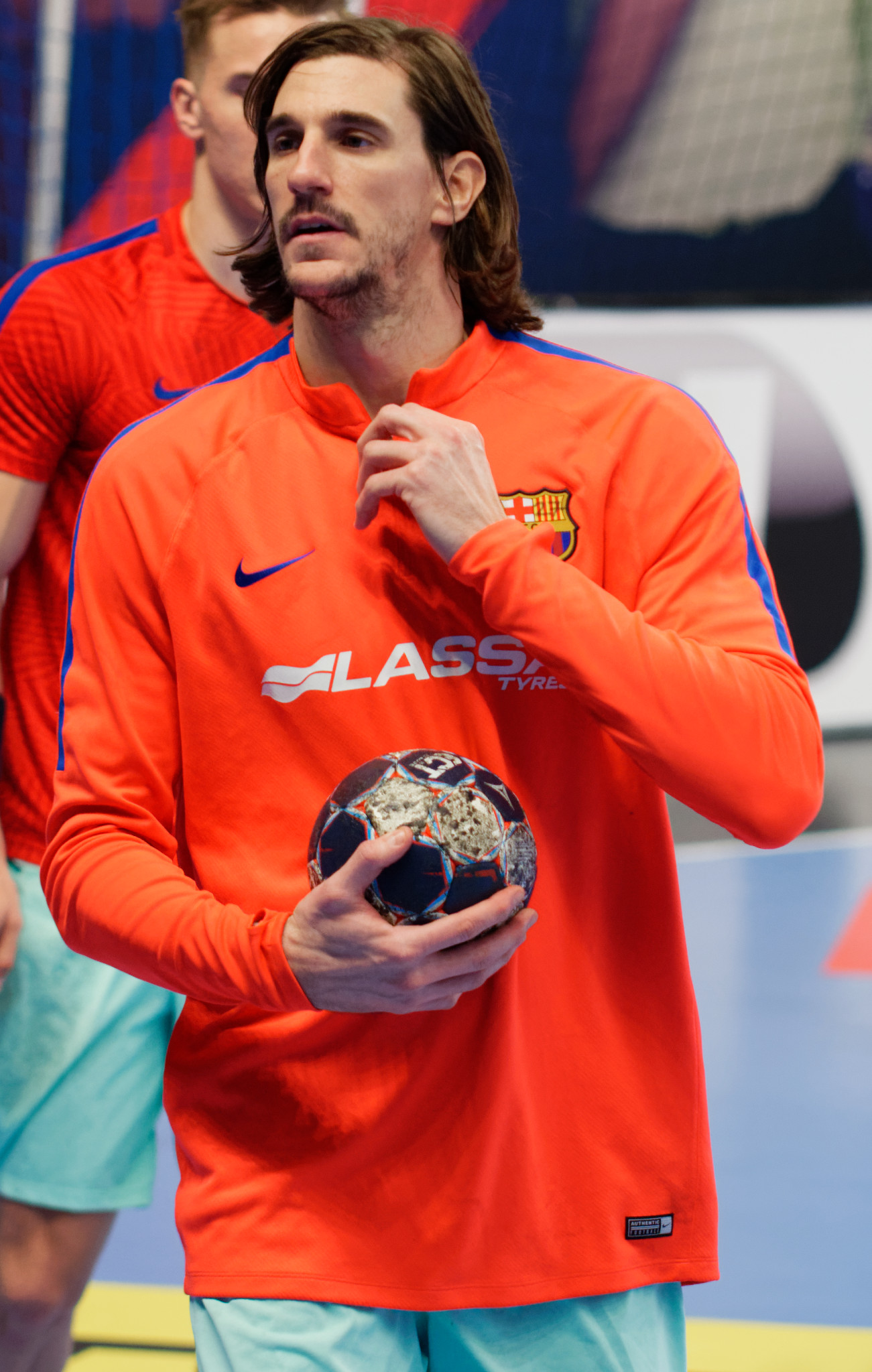
Viran Morros i FC Barcelona, 2016.

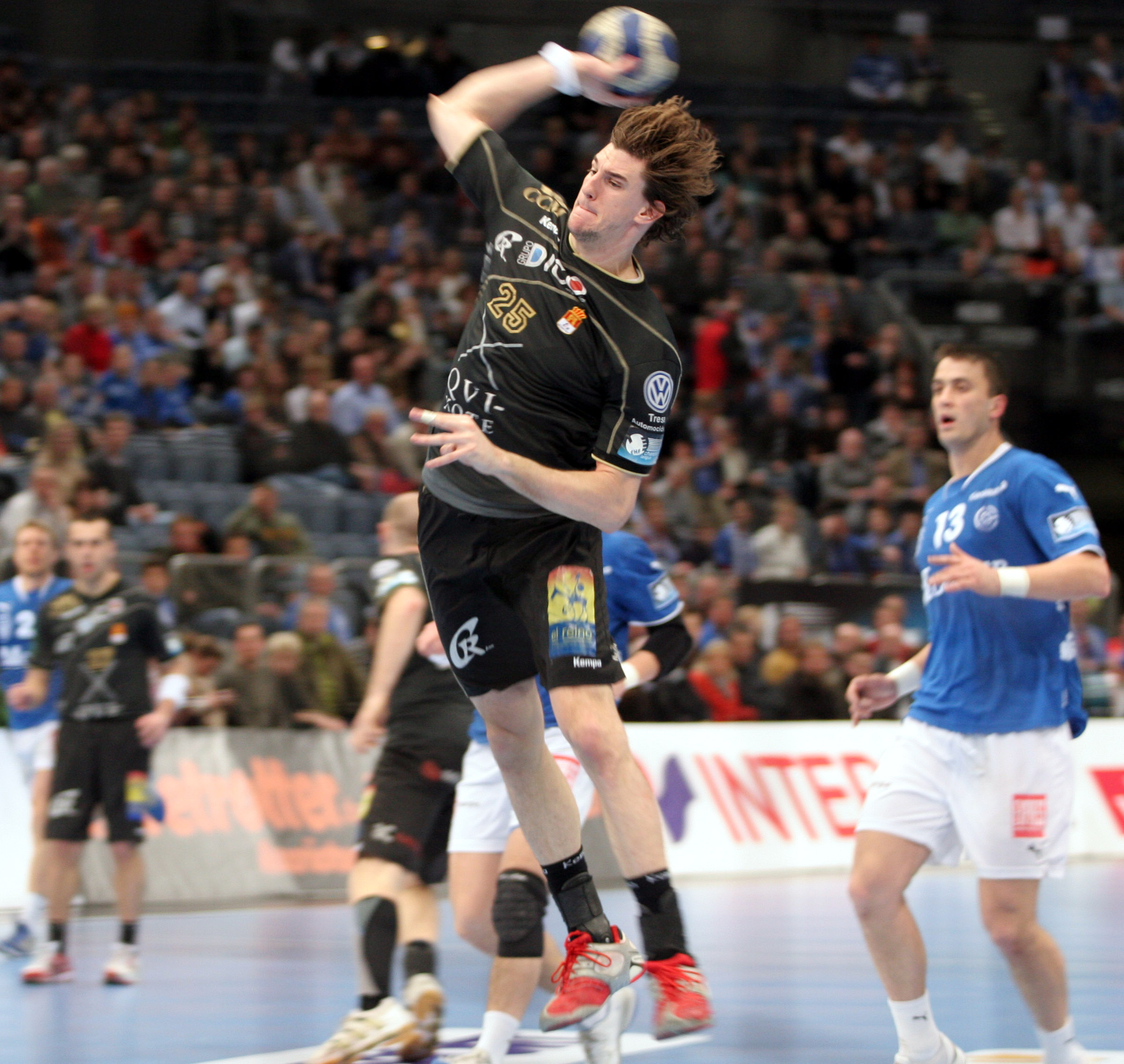
Viran Morros i BM Ciudad Real, 2008.

Viran Morros de Argila, född 15 december 1983 i Barcelona, är en spansk tidigare handbollsspelare (försvarare/vänsternia).

## Klubbar
- FC Barcelona (2000–2003)
- SD Teucro (2003–2004)
- CB Ademar León (2004–2007)
- BM Ciudad Real (2007–2011)
- FC Barcelona (2011–2018)
- Paris Saint-Germain HB (2018–2021)
- Füchse Berlin (2021–2022)
- Pfadi Winterthur (2022–2024)

## Meriter
- VM 2011 i Sverige:  Brons
- EM 2012 i Serbien: 4:a
- VM 2013 i Spanien:  Guld
- EM 2014 i Danmark:  Brons
- VM 2015 i Qatar: 4:a
- EM 2016 i Polen:  Silver
- VM 2017 i Frankrike: 5:a
- EM 2018 i Kroatien:  Guld
- VM 2019 i Danmark och Tyskland: 7:a
- EM 2020 i Norge, Sverige och Österrike:  Guld
- 2021 i Egypten:  Brons
- OS 2020 i Tokyo:  Brons